# Raión de Tomakivka
Tomakivka (en ucraniano: Томаківський район) es un raión o distrito de Ucrania en el óblast de Dnipropetrovsk. 
Comprende una superficie de 1200 km².
La capital es la ciudad de Tomakivka.

## Demografía
Según estimación 2010 contaba con una población total de 31629 habitantes.

## Otros datos
El código KOATUU es 1225400000. El código postal 53500 y el prefijo telefónico +380 5668.